# Unidad Popular (Italia)
Unidad Popular (en italiano: Unità Popolare, UP) fue un partido político italiano, de ideología socioliberal, existente entre 1953 y 1957.

## Historia
Fue fundado el 18 de abril de 1953, como resultado de la fusión de disidentes del Partido Socialista Democrático Italiano y del Partido Republicano Italiano, quienes se oponían al apoyo que entregaron sus respectivos partidos a  la ley electoral aprobada por el Parlamento en marzo de ese año. La Legge Truffa  –Ley Fraude, llamada así por sus detractores– se caracterizaba por premiar con dos tercios de la Cámara de Diputados al partido o pacto electoral que alcanzara el 50% del voto popular en las elecciones.
Los socialistas democráticos contrarios a esta reforma electoral formaron el febrero de 1953, el colectivo Autonomía Socialista, de la mano de Tristano Codignola y Piero Calamandrei. Al mes siguiente, haría lo propio la facción disidente del republicanismo, encabezada por Ferruccio Parri. Ambas agrupaciones formarían en abril la Unidad Popular, a la cual se incorporó además el movimiento Justicia y Libertad.
Obtuvo un 0,6% de los votos en las elecciones generales del 7 de junio de 1953 y no consiguió representación parlamentaria. No obstante, dicho porcentaje, sumado al 0,4% logrado por la Alianza Democrática Nacional (escindida del Partido Liberal Italiano), impidió que la Democracia Cristiana superara el 50% exigido para ganar el control del legislativo.
Tras los comicios, continuó existiendo hasta disolverse el 27 de octubre de 1957. Varios de sus militantes se unieron al Partido Socialista Italiano.